# Baldriga de Hutton
La baldriga de Hutton (Puffinus huttoni) és un ocell marí de la família dels procel·làrids (Procellariidae) que cria a la costa nord-est de l'Illa del Sud de Nova Zelanda, i es dispersa pel Pacífic fins a les costes occidentals d'Austràlia.